# Теодор I (папа римский)
Теодор (Фео́дор) I (лат. Theodorus PP. I; умер 14 мая 649) — папа римский с 24 ноября 642 года по 14 мая 649 года.

## Биография
Теодор был по происхождению грек, родился он в Иерусалиме и был сыном иерусалимского епископа. Он получил сан диакона около 640 года, а кардинала — при папе Иоанне IV.
Теодор был возведен в папы решением экзарха Равенны Исаака 24 ноября 642 года. Папа продолжил бороться с ересью монофелитов, переписывался с византийским императором. Он отказался признать Павла II как Константинопольского патриарха, поскольку его предшественник Пирр был избран с нарушением процедуры. Он оказывал давление на императора Константа II, требуя отменить «Эктезис» императора Ираклия. Хотя его усилия не произвели большого впечатления на Константинополь, он усилил оппозицию ереси на Западе. Пирр даже на короткое время отказался от своих взглядов (645 год), но все равно был отлучен от церкви в 648 году. Павел был отлучен от церкви в 649 году. В ответ Павел разрушил римский алтарь в мавзолее Галлы Плацидии и сослал или заключил в тюрьму папских нунциев.
Теодор запланировал Латеранский собор 649 года, осудивший «Эктезис», но умер, не успев его созвать. Это сделал его преемник, папа Мартин I. Теодор был похоронен в базилике Святого Петра. Его праздник отмечается 18 мая.